# Ageratinastrum polyphyllum
Ageratinastrum polyphyllum là một loài thực vật có hoa trong họ Cúc. Loài này được (Baker) Mattf. mô tả khoa học đầu tiên năm 1932.